# Sommer-Paralympics 2024/Teilnehmer (Ruanda)
| stlisierte Goldmedaille | stlisierte Silbermedaille | stlisierte Bronzemedaille |
| ----------------------- | ------------------------- | ------------------------- |
| —                       | —                         | —                         |

Ruandas Nationales Paralympisches Komitee entsandte zu den Paralympischen Sommerspielen 2024 in Paris 14 Sitzvolleyballspielerinnen und einen Leichtathleten. Es war die dritte Teilnahme in Folge der Sitzvolleyball-Frauenmannschaft. Als Fahnenträger bei der Eröffnungsfeier wurden Leichtathlet Emmanuel Niyibizi und die Mannschaftskapitänin der Sitzvolleyball-Nationalmannschaft Liliane Mukobwankawe ausgewählt.

## Teilnehmer nach Sportart

### Leichtathletik
| Athleten          | Klassifizierung | Wettbewerb | Finale          | Finale          | Rang |
| Athleten          | Klassifizierung | Wettbewerb | Zeit/Weite      | Rang            | Rang |
| ----------------- | --------------- | ---------- | --------------- | --------------- | ---- |
| Männer            |                 |            |                 |                 |      |
| Emmanuel Niyibizi | T46             | 1500 m     | disqualifiziert | disqualifiziert | –    |

### Sitzvolleyball
| Wettbewerb       | Frauen |
| ---------------- | --- |
| Athleten         | Liliane Mukobwankawe Solange Nyiraneza Clementine Umutoni Yvonne Imanishimwe Marie Adeline Mucyo Faustina Uwimpuhwe Sandrine Nyirambarushimana Marcianne Majoro Claudine Murebwayire Claudine Bazubagira Hosiana Mulisa Chantal Mutuyimana Agnes Nyiranshimiyimana Alice Musabyemariya |
| Trainer          | |
| Gruppenphase     | Brasilien 0:3 (13:25, 10:25, 7:25) Slowenien 1:3 (19:25, 25:23, 14:25, 22:25) Kanada 0:3 (14:25, 17:25, 13:25) |
| Spiel um Platz 7 | Frankreich 3:0 (25:9, 25:8, 25:11) |
| Rang             | 7 |